# Фелим
Фелим (VI век) — епископ Килморский. День памяти — 9 августа.
Святой Фелим (Phelim, Felim), или Фелимуд (Fedlimud), или Фелими (Felimy), или Фидлемин (Fidleminus) по преданию был братом святого Дермота (Dermot, память 10 января) и учеником святого Колумбы (память 9 июня). Считается, что он был епископом Клуайнским (Cluain, Clunes), что неподалёку от вблизи Лох-Эрна, и что он был погребён около святого Тигернаха, память 4 апреля, первого епископа тех краёв. Город Килмор, что означает «великая церковь», поднялся около места, где располагалась его келья. Святой Фелим считается основным покровителем Килмора, и его память совершается с торжественностью во всей епархии.
Известен храм, освящённый в честь свв. Патрика и Фелима в городе Каван.